# Pariser Mission

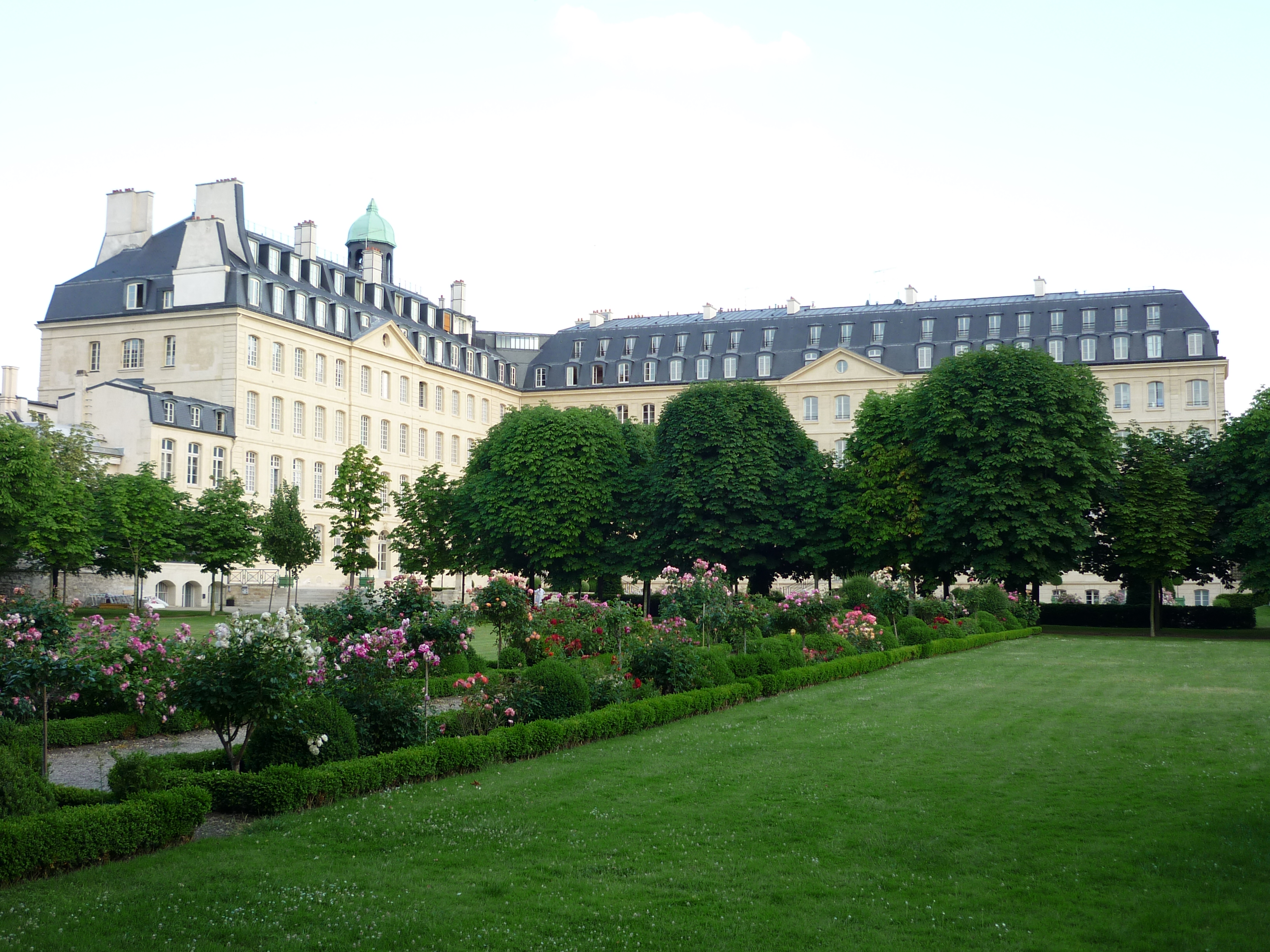
Das Stammhaus (2009)

Die Société des Missions Etrangères de Paris (Ordenskürzel: MEP), deutsch Gesellschaft der ausländischen Missionen zu Paris ist eine katholische Gesellschaft apostolischen Lebens mit Sitz in Paris.

## Geschichte

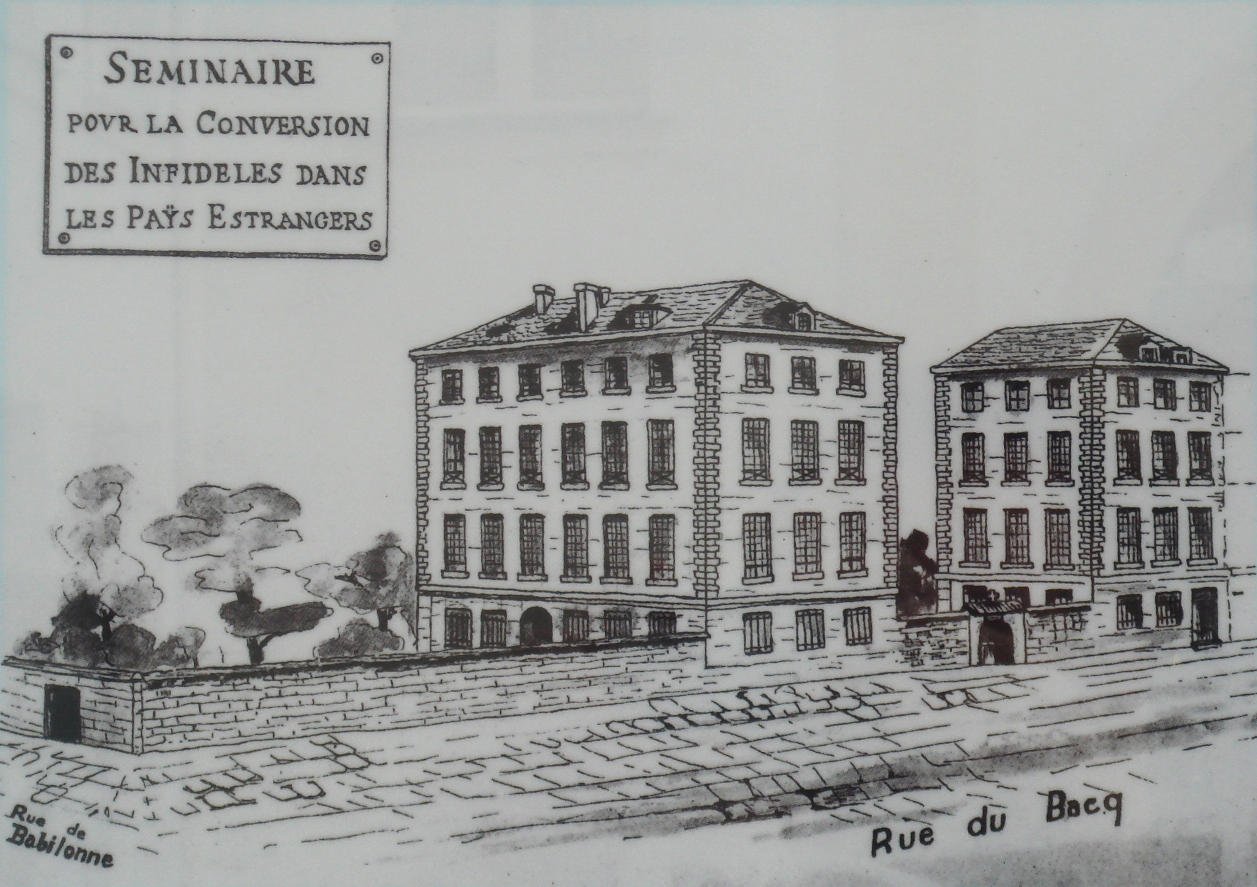
Die Pariser Mission, Rue du Bac (1663)

Aufgrund des Padroado war Spanien und Portugal die traditionellen Missions- und Kolonialmächten. Rom war mit dem System unzufrieden, da das System begrenzte Mittel hatte, stark mit der Politik verwoben war und Portugal durch die protestantischen Kolonialmächte England und den Niederlanden verdrängt wurde. In vormals portugiesischen Gebieten kam es aus römischen Sicht zu Katastrophen. So wurde das japanische Christentum ab 1620 ausgerottet. Schließlich hegten katholische Amtsträger Zweifel an der Wirksamkeit religiöser Orden wie der Dominikaner, Franziskaner, Jesuiten oder Barnabiten, da diese im Falle von Verfolgungen sehr anfällig waren. Sie schienen nicht in der Lage zu sein, einen lokalen Klerus aufzubauen, der weniger anfällig für staatliche Verfolgung wäre. Die Entsendung von Bischöfen zur Entwicklung eines starken lokalen Klerus schien die Lösung für eine zukünftige Expansion zu sein. Schon 1622 hatte Papst Gregor XV., der die Kontrolle über die Missionsarbeit zurückerlangen wollte, die Kongregation für die Verbreitung des Glaubens (Congregatio de Propaganda Fide) gegründet, mit dem Ziel, nichtkatholische Christen sowie Bewohner des amerikanischen Kontinents und Asiens zum katholischen Glauben zu führen. Zu diesem Zweck ließ Rom das System der Apostolischen Vikare wieder aufleben, die bei ihren Missionsbemühungen direkt Rom unterstellt und für die Ausbildung eines einheimischen Klerus verantwortlich waren.
Sie wurde in den Jahren 1658/63 von François Pallu und Pierre Lambert de la Motte gegründet, um Geistliche und Laien für die Missionierung von Indochina zu gewinnen und auszubilden. Die Pariser Mission war die erste Gründung die von den beiden Staaten unabhängig war. Vor Ort kam es im 17. Und 18. Jahrhundert zu heftigen Konflikten zwischen dem Padroado und der Propaganda. Am 9. September 1659 legte Papst Alexander VII. In der päpstlichen Bulle Super cathedram principis apostolorum die zu verwaltenden Gebiete fest: für Pallu Tonkin, Laos und fünf angrenzende Provinzen in Südchina (Yunnan, Guizhou, Huguang, Sichuan, Guangxi), für Lambert de la Motte Cochinchina und fünf Provinzen in Südostchina (Zhejiang, Fujian, Guangdong, Jiangxi, Hainan). Im Jahr 1660 wurde der dritte Gründer als Cotolendi zum Bischof von Titularbistum Metellopolis und Apostolischen Vikar von Nanjing ernannt, das ebenfalls fünf Provinzen Chinas umfasste, nämlich Peking, Shanxi, Shandong, Korea und Tartarei. Alle drei mussten Landweg für den Weg in ihr Missionsgebiet wählen, da weder Portugal noch die protestantischen Länder England und Niederlande sie auf ihren Schiffen mitnehmen wollten. Sie alle wurden zu Bischöfen in partibus infidelium ernannt („In den Gebieten der Ungläubigen“, d. h. Heliopolis, Beirut, Metellopolis usw.) und erhielten seit langem verschwundene Bischofstitel aus verlorenen Gebieten, um bestehende Bischofstitel nicht zu gefährden und Konflikte mit den durch das Padroado -System gegründeten Bistümern zu vermeiden. Im Jahr 1658 wurde François de Laval außerdem zum Apostolischen Vikar von Kanada und Bischof von Petra ernannt, womit er der erste Bischof von Neufrankreich wurde. 1663 gründete er mit Unterstützung der Pariser Gesellschaft für Außenmissionen das Séminaire de Québec. Als die ersten Missionare der Pariser Gesellschaft für Auslandsmissionen in den Fernen Osten geschickt wurden, erhielten die portugiesischen Missionare den Auftrag, sie gefangen zu nehmen und nach Lissabon zu schicken. Seit ihrer Gründung hat die Gemeinschaft mehr als 4500 Missionare nach Asien entsandt. Heute zählt sie noch 257 Mitglieder (Stand 2012).
Das Pariser Stammhaus des Séminaire des Missions étrangères entstand im Jahr 1663 in der Rue du Bac, wo es sich noch heute befindet. Eine erste Kapelle (chapelle de la Sainte-Famille) ersetzte ab 1683 der Architekt Lambert durch die heutige Chapelle St. François-Xavier. Das Seminar wurde, abgesehen von dem im hinteren Bereich des Gartens gelegenen Gebäude, in dem ein Salle des Martyrs genannter Saal an die Missionare erinnert, die für ihren Glauben starben, im Jahr 1736 erneuert. Es wurde nach Ausbruch der französischen Revolution 1792 aufgehoben, 1796 verkauft und 1805 wieder eingerichtet.
Bekannte Patres der Pariser Mission waren die Indienmissionare Jean Antoine Dubois (1766–1848) und Louis Savinien Dupuis (1806–1874), der in Pondicherry 1844 den ersten einheimischen Schwesternorden Indiens gründete.

## Märtyrer
Diese Listen sind unvollständig.

### Korea
Am 6. Mai 1984 heiliggesprochen:
- Pierre Aumaître (1837–1866): enthauptet
- Siméon-François Berneux (1814–1866): enthauptet
- Jacques Chastan (1803–1839): enthauptet
- Antoine Daveluy (1818–1866): enthauptet
- Martin-Luc Huin (1836–1866): enthauptet
- Laurent Imbert (1796–1839): enthauptet

### Vietnam
Am 19. Juni 1988 heiliggesprochen (Märtyrer von Vietnam):
- Jean-Louis Bonnard (1824–1852): enthauptet
- Jean-Charles Cornay (1809–1837): enthauptet
- Étienne-Théodore Cuenot (1802–1861)
- Pierre Dumoulin-Borie (1808–1838): enthauptet
- François-Isidore Gagelin (1799–1833): erwürgt
- François Jaccard (1799–1838): erwürgt
- Joseph Marchand (1803–1835): zu Tode gequält
- Pierre-François Néron (1818–1860)
- Augustin Schoeffler (1822–1851): enthauptet
- Théophane Vénard (1829–1861)

## Generalsuperioren

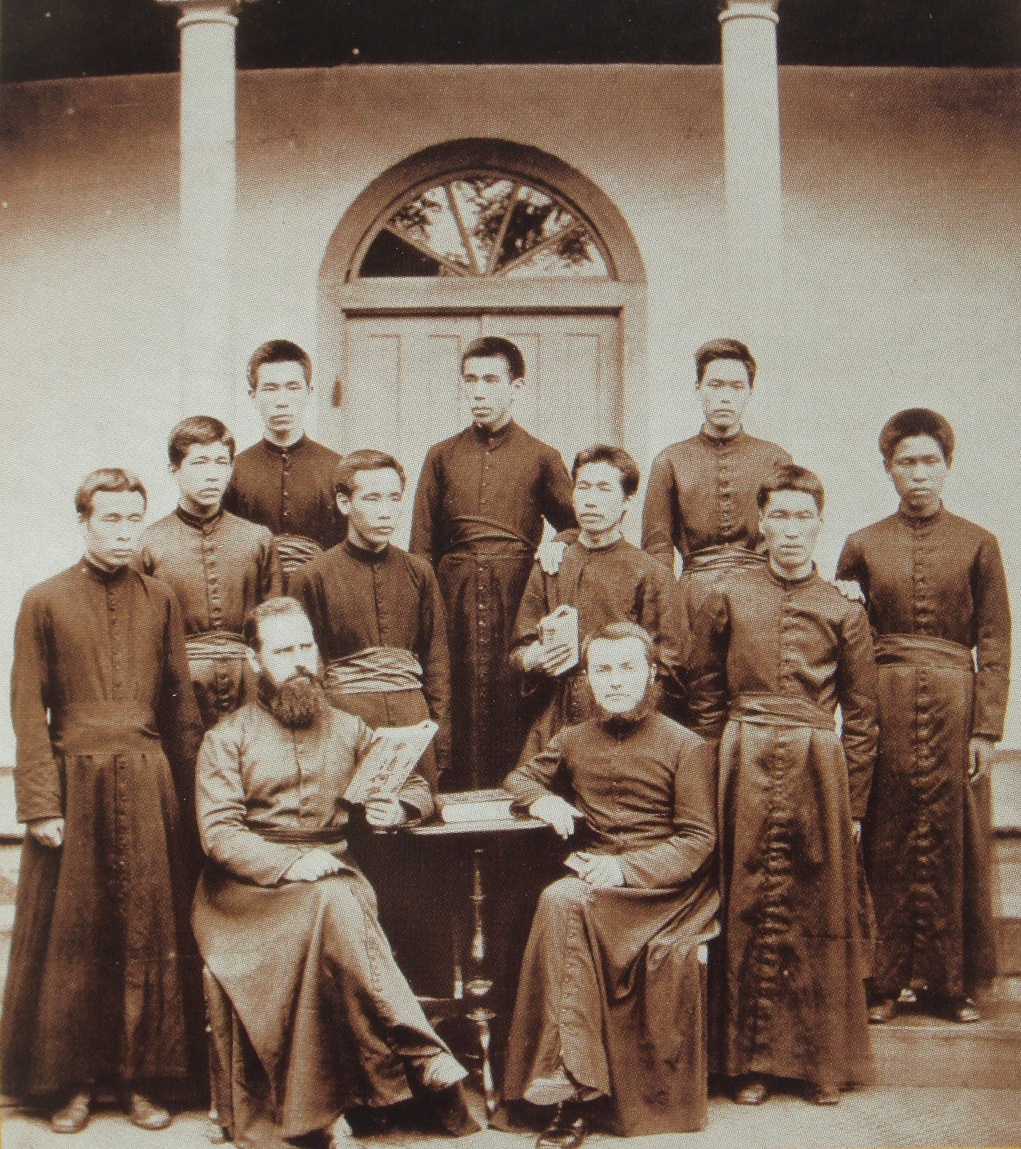
Japan (1881)

- Vincent de Meur (11. Juni 1664–9. September 1667)
- Michel Gazil de La Bernardière, MEP (9. September 1667–9. Dezember 1670)
- François Besard, MEP (9. Dezember 1670–12. Januar 1674)
- Luc Fermanel de Favery, MEP (12. Januar 1674–26. April 1681)
- Jacques-Charles de Brisacier, MEP (26. April 1681–7. Januar 1697)
- Louis Tiberge, MEP (7. Januar 1697–11. Januar 1700)
- Jacques-Charles de Brisacier, MEP (11. Januar 1700– 1725)
- Claude-Romain Jobard, MEP (1720–1725)
- Jacques-Charles de Brisacier, MEP (1725 – 7. Februar 1736)
- Alexis de Combes, MEP (7. Februar 1736– 8. November 1745)
- Pierre Collet, MEP (16. November 1745–20. Oktober 1746)
- Martin Dufau, MEP, (22. Oktober 1746–7. Januar 1750)
- François Augustin de Lesperonnière de Vryz, MEP (7. Januar 1750–7. April 1750)
- Zacharie Burguerieu, MEP (7. April 1750–7. Mai 1753)
- Christophe de Lalanne, MEP (7. Mai 1753–19. Mai 1756)
- Martin Hody, MEP (19. Mai 1756–22. August 1759)
- François Augustin de Lesperonnière de Vryz, MEP (22. August 1759–24. Januar 1760)
- Martin Hody, MEP (24. Januar 1760–31. Januar 1763)
- Christophe de Lalanne, MEP (31. Januar 1763–20. Februar 1766)
- François Sorbier de Villars, MEP (20. Februar 1766–13. Januar 1772)
- Zacharie Burguerieu, MEP (17. Mai 1775–13. Januar 1783)
- Jean de Beyries, MEP (13. Januar 1783–Dezember 1789)
- Martin Hody, MEP (15. Januar 1790–11. Oktober 1796)

Im Jahr 1792 wurde das Seminar der Auslandsvertretungen durch die Französische Revolution geschlossen und bis 1805 wurde kein anderer Oberer gewählt.
- Thomas Bilhère, MEP (23. März 1805–5. März 1809)
- Georges Alary, MEP (19. April 1809–16. März 1815)

Aufhebung der Gesellschaft der Auslandsvertretungen von Paris am 26. September 1809 von Napoleon I., was den Oberen nicht daran hinderte, seine auf wenige Korrespondenzen mit den Missionen reduzierten Funktionen als Oberer zu erfüllen, bis zur Restauration der Gesellschaft durch Ludwig XVIII. am 2. März 1815.
- Denis Chaumont, MEP (16. März 1814–25. August 1819)
- Antoine Breluque, MEP (10. Januar 1820–14. Januar 1823)
- Charles-François Langlois, MEP (14. Januar 1823–13. Januar 1851)
- François Albrand (2. Februar 1851–6. April 1867)
- Prosper-Bernard Delpech, MEP (6. Juni 1867–4. Juli 1880)
- Jean Rousseille, MEP (4. Juli 1880–6. Juli 1883)
- Prosper-Bernard Delpech, MEP (6. Juli 1883–1. Juli 1895)
- Henri Armbruster, MEP (1. Juli 1895–26. Januar 1896)
- Prosper-Bernard Delpech, MEP (10. Februar 1896–27. Juni 1904)
- Pierre Fleury, MEP (27. Juni 1904–26. Juni 1913)
- François Delmas, MEP (26. Juni 1913–20. März 1921)
- Jean Budes de Guébriant, MEP (21. Mai 1921–6. März 1935), erster Generaloberer nach der Reform des Codex des kanonischen Rechts von 1917
- Leon Robert (6. März 1935–15. November 1945)
- Charles Lemaire (16. November 1945–7. August 1960)
- Maurice Quéguiner, MEP (7. August 1960–1974)
- Léon Roncin, MEP (1974–1980)
- Jean-Paul Bayzelon, MEP (1980–1992)
- Raymond Rossignol, MEP (1992–1998)
- Jean-Baptiste Etcharren, MEP (1998 – 7. September 2010)
- Georges Colomb, MEP (7. September 2010–9. März 2016, dann Bischof von La Rochelle-Saintes)
- Gilles Reithinger, MEP (9. März 2016– 26. Juni 2021, dann Weihbischof in Erzbistum Straßburg)
- Vincent Sénéchal, MEP (seit 26. Juni 2021)